# Louis Baraguey d'Hilliers
Pour l’article homonyme, voir Achille Baraguey d'Hilliers.
Le comte Louis Baraguey d'Hilliers, né le 13 août 1764 à Paris et mort le 6 janvier 1813 à Berlin, est un général français de la Révolution et de l’Empire. 
Il est sans doute l'un des officiers de la Révolution et de l'Empire qui a été le plus souvent cassé, arrêté, emprisonné, jugé et acquitté, jusqu'à sa dernière destitution, à la fin de l'année 1812.

## Ancien Régime et Révolution
Louis Baraguey d'Hilliers est le fils de Louis Philippe Baraguey d'Hilliers, officier du duc d'Orléans, gendarme de la garde du roi, et de Marie Anne Luce Delahousse de Breteuil. Il est le cousin de Thomas Pierre Baraguey et le père du maréchal Achille Baraguey d'Hilliers.
Il s'engage dans l'armée en 1783 comme cadet au régiment d'Alsace-Infanterie. La Révolution lui fournit l'occasion de monter rapidement en grade : en juillet 1787, il est nommé lieutenant en second ; en mars 1791, lieutenant en premier ; capitaine au 11e bataillon d'infanterie légère en janvier 1792, lieutenant-colonel à l'armée des Alpes en juillet 1792, aide de camp du général Custine, puis du général Alexandre de Beauharnais, et enfin général de brigade le 4 avril 1793.
Arrêté et emprisonné avec son chef en juillet 1793 à la suite de l'abandon de la ville de Mayence par les Français, il est incarcéré à la prison du Luxembourg et ne doit son salut qu'à la chute de Robespierre. Baraguey d'Hilliers se fait ensuite remarquer en mai 1795 en faisant désarmer les activistes du faubourg Saint-Antoine. Il est de nouveau suspendu de ses fonctions et destitué en octobre 1795 pour faute grave dans l'affaire de Vendée, puis traduit en conseil de guerre. Il est finalement acquitté sur intervention de Merlino, ancien membre du Comité de défense générale, alors connu comme le père de l'embrigadement des bataillons de ligne avec les bataillons de volontaires. 
Un échange de lettres entre ces deux personnages, qui entretinrent une correspondance très suivie de l'an IV à l'an VII, montre que Merlino lui obtint le 23 avril 1795 par la même occasion sa réintégration dans l'armée et la conservation de son grade de général de brigade. Il est alors envoyé à l'armée des côtes de Cherbourg, puis à celle des côtes de l'Océan. En 1796, ses rapports avec Hoche s'enveniment. Il rejoint l'armée d'Italie et sert sous Napoléon Bonaparte, s'illustrant en particulier en poursuivant l'armée autrichienne d'Alvinczy qui bat en retraite, ainsi que lors de la prise de Venise, en mai 1797. Le 10 mars 1797, il a été promu général de division après avoir sollicité de nouveau l'intervention de Merlino. Compromis pour des vols d'objets d'arts, il adresse un dossier en défense à Merlino qui parvient à le faire innocenter en produisant des témoignages de la municipalité de Venise. 
L'année suivante, il embarque pour l'Égypte. Après la prise de Malte, le 10 juin 1798, il est renvoyé en France avec les drapeaux pris à l'ennemi. À partir de mai 1798, il se dit malade et sollicite, mais sans succès, de nouveau Merlino pour obtenir un poste dans la diplomatie. Le 27 juin 1798, son navire, la frégate La Sensible, est attaqué par la marine britannique. Baraguey d'Hilliers est blessé lors du combat, fait prisonnier, emprisonné à Portsmouth puis libéré sur parole. Rentré en France, il est destitué le 31 juillet 1798 en raison du peu de résistance offert par son vaisseau. Il demande alors à passer en conseil de guerre et est à nouveau acquitté. Leur échange de correspondance s'achève en 1799 alors qu'il est chef de l'état-major général de l'Armée du Rhin à Schwetzingen. Cette dernière est des plus curieuses : Baraguey demande à Merlino des nouvelles des Anglais qui l'avaient emprisonné et, comme toujours, ce qui le rend détestable au ministère de la Guerre, critique le général Muller qu'il juge trop vieux et surtout la conduite des armées. Il sollicite également son intervention auprès du Directoire pour se faire remplacer. En 1800, il participe aux batailles d'Engen et de Biberach.

## L'Empire, la campagne de Russie et la disgrâce

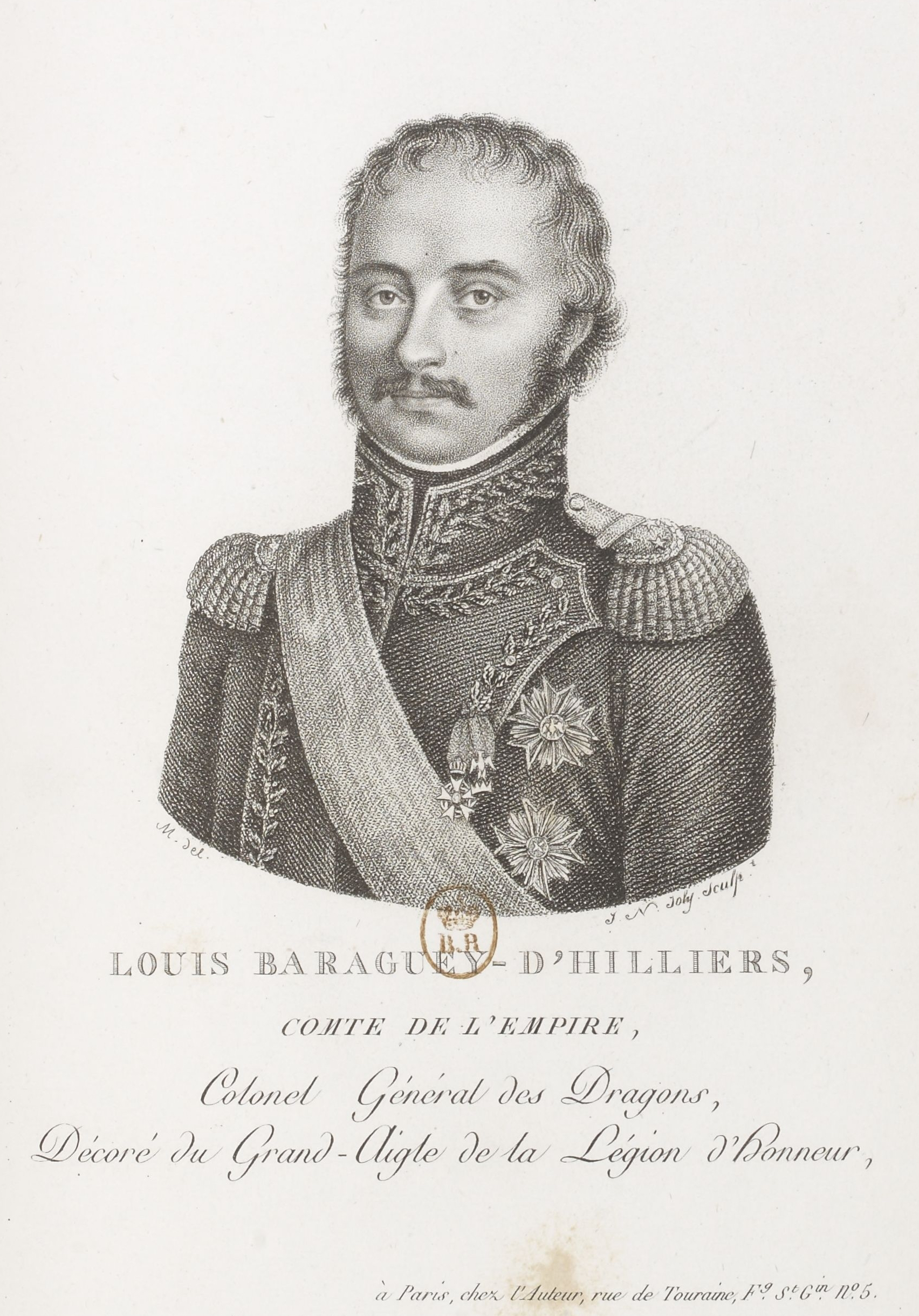
Louis Baraguey d'Hilliers.

En juin 1804, Baraguey d'Hilliers devient colonel-général des dragons, ce qui fait de lui un grand dignitaire de l'Empire ; au mois d'août suivant, il se bat avec panache à Elchingen avant de devenir commandant de la place d'Ingolstadt. 
Il est promu grand aigle de la Légion d'honneur le 13 pluviôse an XIII (2 février 1805).
Il occupe ensuite le Frioul et stationne en Italie orientale de 1806 à 1809. Le 16 septembre 1808, il est fait comte de l'Empire. En 1812, Baraguey d'Hilliers participe à la campagne de Russie et devient gouverneur de Smolensk. Il est ensuite placé à la tête d'une division du IXe corps d'armée de Victor avant d'être très grièvement blessé au cours de la retraite. En novembre, à la suite de graves échecs, il est suspendu de ses fonctions et envoyé à Berlin pour y être jugé par une commission d'enquête.
Il y meurt le 6 janvier 1813, d'une « fièvre inflammatoire et nerveuse » provoquée, semble-t-il, par le chagrin que lui ont causé sa mise en accusation et sa disgrâce.

## Grades, honneurs et mentions
- Général de brigade : 4 avril 1793
- Général de division : 10 mars 1797
- Colonel général des dragons le 6 juin 1804
- Le nom de Baraguey d'Hilliers est gravé (sous la forme Bey Dhilliers) sur la 24e colonne, côté sud de l’arc de triomphe de l’Étoile, à Paris.
- Son cœur est inhumé dans la 8ème alvéole de la crypte des gouverneurs à Saint Louis des Invalides.

## Armoiries
| Figure | Blasonnement |
|        | Armes sous l'ancien régime D'argent, à la bande de gueules, acc. en chef d'une merlette de sable, au chef d'azur, ch. de trois chausse-trapes d'argent. Supports : deux lions regardants. Devise: Fais ce que dois, Advienne que pourra.                                     |
|        | Armes du comte Baraguey d'Hiliers et de l'Empire (1808) Écartelé : au I, du quartier des comtes militaires de l'Empire ; au II, d'argent au cheval saillant de sable ; au III, de gueules semé d'étoiles d'argent ; au IV, d'azur à un casque de dragon d'or taré de profil. |